# 라도사브 페트로비치
라도사브 "라차" 페트로비치 (Radosav "Raća" Petrović, Радосав Петровић Раћа, 1989년 3월 8일 ~)는 세르비아의 축구 선수로, 카자흐스탄 프리미어리그의 클럽 오르다바시에서 수비형 미드필더로 뛰고 있다.
세르비아 축구 국가대표팀에는 2009년에 데뷔했으며, 현재 (2016년 기준)까지 44경기에서 2골을 넣었다.